# WildC.A.T.s
WildC.A.T.s (auch Wildcats oder WildCats; beim Splitter Verlag WildC.A.T.S.) ist ein Superhelden-Team mit eigener Comicserie, geschaffen von dem amerikanischen Comiczeichner Jim Lee und Autor Brandon Choi. Die Serie zum Team umfasst inzwischen über 1000 Seiten, wurde in mehrere Sprachen übersetzt und unter anderem als Zeichentrickserie adaptiert.

## Veröffentlichungsgeschichte
Das Team erschien das erste Mal 1992 in der ersten gleichnamigen Ausgabe der Reihe WildC.A.T.s: Covert Action Teams und wurde von Image Comics veröffentlicht. Es war die erste Veröffentlichung des neu gegründeten Verlags und des Mitbegründers Jim Lee, sowie Jim Lees erstes Autorenprojekt, sodass er die gesamten Rechte behielt. Die erste Serie umfasste 50 Ausgaben und enthielt, neben der Arbeit von Lee, Inhalte von Künstlern wie Travis Charest, Chris Claremont, James Robinson und Alan Moore. Es folgten Produktionen in anderen Medienbereichen, wie eine Zeichentrickserie zum Comic, die 1994 auf CBS startete und eine Reihe von Spielzeugen von Playmates Toys.
1998 wurden die Rechte an den WildC.A.T.s an DC Comics verkauft, als DC Lees Firma Wildstorm Productions aufkaufte. Eine neue Verkörperung des Teams wurde bald unter dem Namen Wildcats veröffentlicht. Der Schwerpunkt lag nun bei den ehemaligen Mitgliedern des inzwischen aufgelösten Teams und eines realistischeren Stils über diese 28 Ausgaben. Die dritte Serie, Wildcats Version 3.0, handelte im Wesentlichen von der „HALO Corporation“, ihrem Geschäftsführer Jack Marlowe (eine Verschmelzung der ursprünglichen Teammitglieder Spartan und Void), Grifter und einer Galerie neuer Charaktere, die die Firmenpolitik untergruben, um ihrem Ziel von einer besseren Welt näher zu kommen. Diese Serie erschien in 24 Ausgaben und wurde von einer neunteiligen limitierten Serie mit dem Titel Wildcats: Nemesis abgelöst.
Ende 2006 wurde eine vierte Serie im Rahmen der Worldstorm-Veröffentlichungen gestartet. Für diese Serie kehrte Jim Lee als regelmäßiger Zeichner zurück, während Grant Morrison die Serie schrieb. Nur eine Ausgabe wurde veröffentlicht, weitere Ausgaben wurden zurückgehalten. Mitte 2008 startete eine fünfte Serie von Wildcats, die in das World's End-Crossover eingebettet wurde.
26 Hefte der Serie erschienen von Februar 1997 bis Mai 1999 beim Splitter Verlag auf Deutsch. Es gibt außerdem Übersetzungen ins Spanische, Französische und Italienische.

## Charaktere der Serie
Das erste Team bestand aus vier Mitgliedern:
- Spartan: Ursprünglich als hochentwickelter Cyborg angelegt, er konnte sterben und einfach in einen neuen Körper übertragen werden, wurde Spartans Figur mehrmals überarbeitet. Spartan ist der etwas steife Anführer, doch hat „menschlichen Gefühle“ für Voodoo. Er ist die Wiedergeburt eines lange verstorbenen Helden, John Colt oder dem Kherubim Lord Yohn Kohl. Später absorbierte er die Kräfte von Void, was ihn zu einem der mächtigsten Wesen des Wildstorm-Universums macht. Er wandte sich von der Rolle des Superhelden ab und versuchte die Welt in der Rolle des Jack Marlowe, Geschäftsführer der Halo Company, zu verbessern, indem er hochentwickelte außerirdische Technologie in die menschliche Gesellschaft einführte.

- Zealot: Zannah, eine Kherubim und eine Coda-Kriegerin. Zealot ist die ehemalige Majestrix (Anführerin) der Coda. Sie ist viele tausend Jahre alt und hatte viele Beziehungen zu Menschen und Aliens. Nachdem sie gegen die von ihr erlassenen Regeln der Coda verstieß, verließ sie ihren Clan und wird seither von ihren ehemaligen Schwestern gejagt. Sie war Mitglied von Team One unter dem Namen Lucy Blaze. Zealot ist eng befreundet mit Grifter und gleichermaßen ihrer Schwester Savant zugetan, die in Wirklichkeit ihre eigene Tochter ist. Winter aus dem Team Stormwatch ist möglicherweise Zealots Sohn. Zealot verließ die WildC.A.T.s, schloss sich für eine gewisse Zeit dem Dept. PSI an und leitete WildCORE zusammen mit Backlash, einem Halb-Kherubim und ehemaligem Mitglied von Team 7. In den Folgejahren wendete sich Zealot gegen ihre ehemaligen Verbündeten der Coda mit dem Vorwurf, sie seien zu bloßen Auftragsmörderinnen verkommen, die ihren eigentlichen Zweck verraten hätten. Seitdem hat sie die meisten Coda im Alleingang getötet.

- Voodoo: Priscilla Kitaen ist eine telepathische Mensch-Kherubim-Hybridin mit Daemoniten-Vorfahren. Voodoo hat die Fähigkeit Daemonite zu sehen, die menschliche Körper übernommen haben und diese wieder von den besessenen Körpern zu trennen. Sie war eine exotische Tänzerin, bevor sie von den WildC.A.Ts vor den Daemoniten gerettet wurde. Sie wurde später von Zealot im Kampf trainiert und entwickelte eine Beziehung zu Spartan. Ihre Daemoniten-Abstammung wurde erst bekannt, als sie angeschossen wurde und ins Koma fiel. Void betrat ihren Geist durch einen Computer und erfuhr, dass einer ihrer Vorfahren, ein Kherubim, von einem Daemoniten besessen gewesen war. Enttäuscht von ihrem Leben als Superheld verließ sie die WildC.A.T.s und studierte die Künste der Voodoo-Magie. Nachdem sie die WildC.A.T.s verlassen hatte, wurde Voodoo von einem Serienmörder namens Samuel Smith attackiert. Durch diesen Angriff verlor sie beide Beine. Ein alter Daemonite erschien ihr und lehrte sie, ihre verborgenen Kräfte der Regeneration und Zeitmanipulation einzusetzen. Sie konnte ihre Beine regenerieren und begann eine Affäre mit ihrem ehemaligen Teamkollegen Maul.

- Grifter: Als ehemaliger Regierungsagent und Mitglied von Team 7 ist Cole Cash der einzige Mann, der jemals von einer Coda trainiert wurde. Grifter ist der Einzelgänger der Gruppe, obwohl er seiner Teampartnerin Zealot sehr zugetan zu sein schien. Er war das einzige Teammitglied, dass keine aktiven übermenschlichen Kräfte einsetzte, obwohl er über solche verfügte, da seine übermenschlichen Gene nach der Auflösung von Team 7 weiter aktiv waren. Seine Meinungsverschiedenheiten mit Jacob Marlowe und die Ankunft des zweiten WildC.A.T.s-Teams führten dazu, dass er das Team verließ. Er kehrte nach dem Tod seines Bruders Max zu den WildC.A.T.s zurück, verließ es aber wieder nach dem scheinbaren Tod von Zealot. Emp überredete ihn dazu zum Team zurückzukehren, um die Bedrohung durch Kenyan zu bekämpfen. Nach Kenyans Tod begann Cole für Jack Marlowe zu arbeiten, wobei er in den Beinen gelähmt wurde und so für lange Zeit an den Rollstuhl gebunden war. Grifter musste sogar Ladytrons Roboterkörper als ferngesteuerten Ersatz benutzen. Jüngst heilten Grifters latente Kräfte seine Beine.

## Adaptionen

### Fernsehserie
1994 produzierten Nelvana und WildStorm eine 13-teilige Zeichentrickserie zum Comic, deren Drehbuch David Wise schrieb. Die Musik komponierten Ray Parker und Tom Szczesniak. CBS strahlte die Serie vom 1. Oktober 1994 bis zum 21. Januar 1995 in den USA aus. Funimation Entertainment brachte die Serie 2005 auf DVD heraus.
| Rolle    | englischer Sprecher |
| -------- | ------------------- |
| Dockwell | Denis Akiyama       |
| Maul     | Paul Mota           |
| Zealot   | Roscoe Handford     |
| Void     | Janet-Laine Green   |
| Voodoo   | Ruth Marshall       |

### Spin-offs
Für mehrere Charaktere, z. B. Voodoo, gab es eigene Comicserien. Grifter erhielt im Zuge des neuen DC-Universums (siehe The New 52) im Jahr 2011 eine eigene Reihe, welche nach 16 Ausgaben eingestellt wurde.